# オリヴィエ・マルシャル
オリヴィエ・マルシャル（Olivier Marchal、1958年11月14日 - ）は、フランスの俳優・映画監督・脚本家。元警察官の経歴を活かした作品に数多く参加している。妻は女優のカトリーヌ・マルシャル。

## 略歴
フランス南西部ジロンド県タランス出身。警察官採用試験に合格して1980年にヴェルサイユの重犯罪刑務所に配属された後、反テロリスト課に異動する。夜警として勤務する傍ら、コンセルヴァトワールの演劇コースで演技を学び、1988年にアラン・ドロン製作・脚本・主演の映画『アラン・ドロン/私刑警察』で俳優デビューする。その後は数々の映画やテレビドラマに出演するだけでなく、警察官としての経験を活かして監修としても参加するようになる。
2002年の犯罪映画『ギャングスター』（日本劇場未公開、DVDスルー）で長篇監督デビューする。2004年の監督作品『あるいは裏切りという名の犬』で第30回セザール賞の作品賞、監督賞、脚本賞にノミネートされる（受賞はならず）。

## 主な作品

### 主な出演作品
- 少女[注 1] La puce (1999) ※短編
- アラン・ドロン/私刑警察 Ne réveillez pas un flic qui dort (1988)
- Profil bas (1993)
- あるいは裏切りという名の犬 36 Quai des Orfèvres (2004)
- 唇を閉ざせ Ne le dis à personne (2006)
- 裏切りの闇で眠れ Truands (2007)
- ザ・スコーピオン キング・オブ・リングス Scorpion (2007) ※日本劇場未公開
- モーパッサン・ブラン #6「いなか娘の話」 Chez Maupassant: Histoire d'une fille de ferme (2007) ※テレビシリーズのシーズン1の第1回(日本では6話目として放映)
- すべて彼女のために Pour elle (2008)
- いずれ絶望という名の闇 Diamant 13 (2009) ※日本劇場未公開、BS放映、DVD発売
- ジョーの息子 Le fils à Jo (2011)  ※TV5MONDE放映
- 猟犬たちの夜 Flics ※テレビシリーズ
  - シーズン2：そして復讐という名の牙 (2011) ※第1回と第3回に出演
- 友よ、裏切りの街に眠れ Un p'tit gars de Ménilmontant (2013) ※日本劇場未公開、BS放映、DVD発売
- パリ、カウントダウン Le jour attendra (2013) ※日本劇場未公開、BS放映、DVD発売
- 弁護士ヴォーガンの事件簿 Vaugand (2013-2014/TVミニシリーズ) TV5MONDEで放映
- 美しいものに罠あり! Belle comme la femme d'un autre (2014) TV5MONDEで放映
- フランス絶景ミステリー コレクション Meurtres à... (2016) ※シーズン3エピソード8「マルティニク」 Meurtres en Martinique

### 脚本作品
- ギャングスター Gangsters (2002) ※DVDスルー
- あるいは裏切りという名の犬 36 Quai des Orfèvres (2004)
- やがて復讐という名の雨 MR 73 (2008) ※日本劇場未公開
- 猟犬たちの夜 Flics ※テレビシリーズ、原案（キャラクター設定）
  - シーズン1：オルフェーヴル河岸36番地-パリ警視庁 (2008) ※全4回すべての原案と第1回と第2回の脚本
  - シーズン2：そして復讐という名の牙 (2011) ※全4回のうち第1回の原案
- いずれ絶望という名の闇 Diamant 13 (2009) ※日本劇場未公開
- そして友よ、静かに死ね Les Lyonnais (2011)
- パリ、憎しみという名の罠 Carbone (2017) ※日本劇場未公開、WOWOWで放映

### 監督作品
- Un bon flic (1999) ※短編
- ギャングスター Gangsters (2002) ※DVDスルー
- あるいは裏切りという名の犬 36 Quai des Orfèvres (2004)
- やがて復讐という名の雨 MR 73 (2008) ※日本劇場未公開、BS放映、DVD発売
- Braquo (2009) ※TVミニシリーズ
- そして友よ、静かに死ね Les Lyonnais (2011)
- ボーダーライン Borderline (2014) ※TV5MONDEで放映
- パリ、憎しみという名の罠 Carbone (2017) ※日本劇場未公開、WOWOWで放映

### 舞台出演
- テレンス・マクナリー作「フル・モンティ」 Ladies Night (2001-02)
- キース・カフ作 Pluie d'enfer (2011)
- ダニエル・グラットエル＆ウルリケ・ゼンム作 Rendez-vous au Grand Café (2012)